# Col de la Haugade
Le col de la Haugade est un col de montagne pédestre des Pyrénées à 2 310 mètres d'altitude, dans le Lavedan, dans le département français des Hautes-Pyrénées en Occitanie.
Il relie la Vallée d'Ilhéou, au nord, à la vallée de Vallée du Marcadau et est  la liaison entre les refuges d'Ilhéou et Wallon.

## Géographie

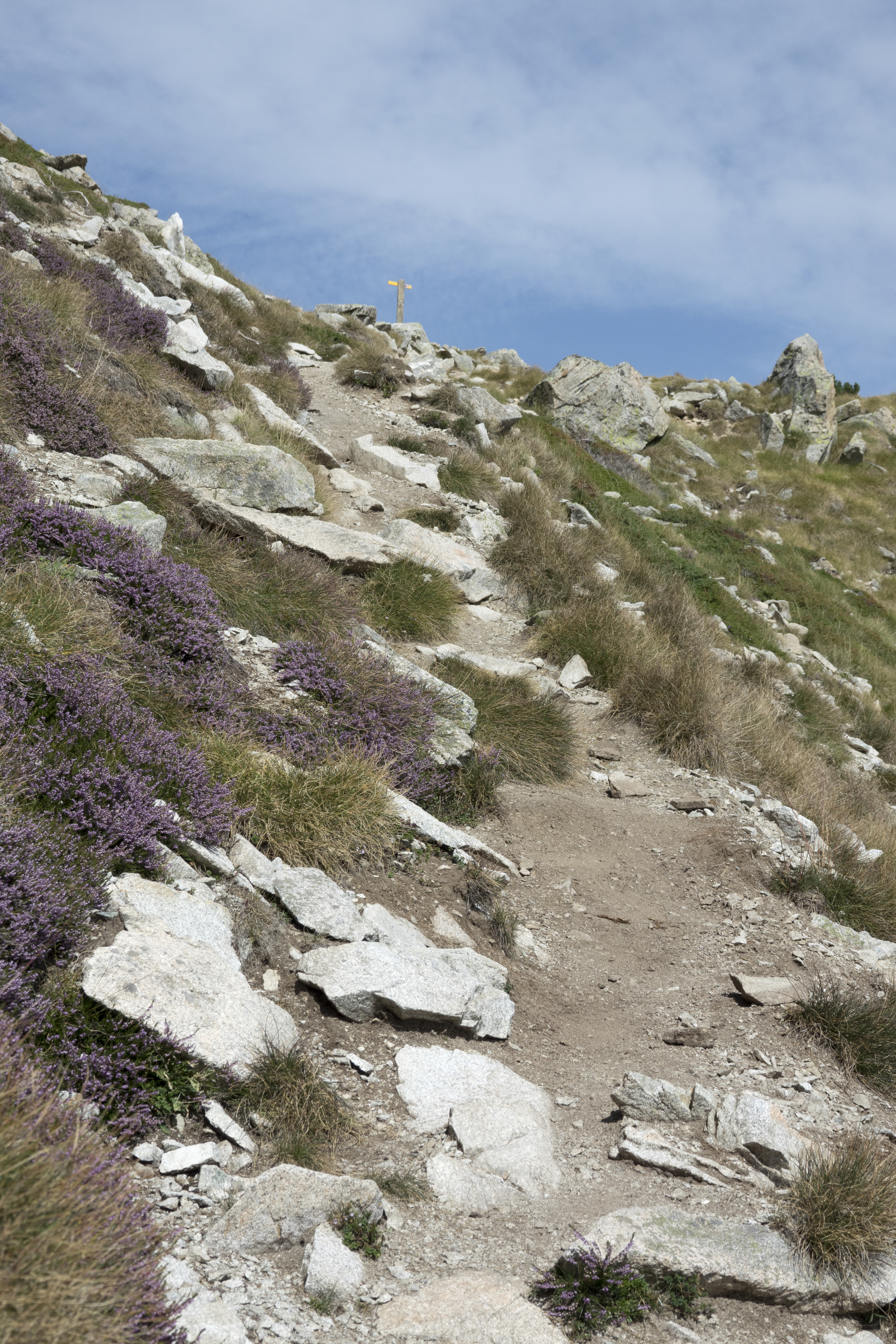
Vue du GR 10 au col.

Le col de la Haugade est situé entre le soum de la Héougade (2 419 m) au nord-est et le pic de Courounalas (2 566 m) au sud-ouest. Il surplombe le lac Bleu d'Ilhéou (1 976 m) au nord.

## Protection environnementale
Le lac est situé dans le parc national des Pyrénées.

## Voies d'accès
Le versant nord est accessible depuis la route du cirque du Lys puis le GR 10 qui mène au lac Bleu d'Ilhéou et au refuge d’Ilhéou, avant de bifurquer sur un sentier de randonnée.
Sur le versant est, on y accède depuis le pont d'Espagne par la vallée du Marcadau. Au départ du refuge Wallon par le sentier des lacs de l’Embarrat.